# Immaculate - La prescelta
Immaculate - La prescelta (Immaculate) è un film del 2024 diretto da Michael Mohan.

## Trama
Una notte, suor Mary si intrufola nella camera da letto di una superiora di un convento cattolico romano e ruba le chiavi del cancello allo scopo di fuggire, ma non riuscendo ad aprire il lucchetto della catena in tempo, viene raggiunta da quattro figure incappucciate che l'afferrano per una gamba spezzandogliela. Si risveglia in una bara dove è stata sepolta viva.
La giovane novizia suor Cecilia si è rivolta al cristianesimo in tenera età dopo essere quasi annegata in un lago ghiacciato ed è stata dichiarata morta per sette minuti, convinta che Dio l'avesse salvata per uno scopo. Ricevuto un invito da padre Sal Tedeschi a unirsi a un convento in Italia che cura le suore morenti nei loro ultimi giorni, Cecilia prende i suoi voti finali per aderire ai consigli evangelici e diventa una suora. Dopo aver fatto amicizia con suor Gwen, rimane colpita da alcune stranezze, come una suora anziana che ha cicatrici sulle piante dei piedi a forma di croci. La cappella del convento ospita quella che sostengono sia una reliquia del Chiodo Sacro che è stato preso dalla croce su cui Gesù è stato crocifisso. Dopo aver avuto incubi di figure incappucciate che appaiono nella sua stanza, Cecilia apprende con sorpresa di essere incinta, nonostante sia vergine. I membri del convento iniziano a trattarla come la prossima Vergine Maria, e molti affermano che il bambino è una "benedizione". Un'altra suora, Isabelle, cerca di annegare Cecilia per gelosia, dicendo che avrebbe dovuto essere lei la nuova Vergine Maria. La salute di Cecilia peggiora quando ella vomita uno dei suoi denti, ma la sua richiesta di essere portata in un ospedale adeguato è respinta da padre Tedeschi. Isabelle muore dopo essere caduta dal tetto del convento mentre Cecilia cammina attraverso il chiostro; Gwen castiga pubblicamente i superiori del convento per aver chiuso un occhio, ma viene poi portata via da padre Tedeschi e dal diacono Enzo.
Di notte, Cecilia nota che, dietro un dipinto della Vergine Maria nella sua stanza, un'altra suora aveva inciso 2 Corinzi 11:14 sul muro, un avvertimento nascosto che le fa capire che c'è qualcosa di sbagliato in questo convento. Cecilia apre un cassetto per leggere il suo fascicolo ed è scioccata nel trovare informazioni sull'incidente della sua infanzia. Sentendo una donna urlare, si avventura ulteriormente e guarda inorridita una figura incappucciata che taglia la lingua di Gwen. Una suora più anziana la raggiunge e la mette a tacere, dicendole che non lascerà mai il convento. Per cercare di fuggire, Cecilia finge un aborto spontaneo usando un pollo morto, ma l'inganno viene scoperto ed ella viene riportata con la forza da Tedeschi ed Enzo. Tedeschi spiega che era un genetista prima di diventare un prete e ha usato campioni di DNA prelevati dalla reliquia del Chiodo Sacro per ingravidare le suore nella speranza di insediare un nuovo messia: Cecilia è il suo primo successo, in quanto parte dei numerosi tentativi falliti hanno avuto feti malformati. Tedeschi incide una croce sul piede di Cecilia, un simbolo presente su molte altre suore.
Cecilia tenta però di fuggire di nuovo, e nel farlo colpisce a morte la madre superiora usando un crocifisso. Durante la fuga le si rompono le acque, ma riesce comunque a raggiungere il cardinale e a strangolarlo con il suo rosario. Cecilia si dirige poi verso il laboratorio di Tedeschi per distruggerlo cospargendolo di etanolo. Tedeschi arriva e cerca di fermarla, ma Cecilia gli sfugge richiudendolo all’interno del laboratorio e dando fuoco all'etanolo con un accendino. Tedeschi riesce a uscire dal laboratorio dopo aver spento le fiamme e continua a inseguire Cecilia, che fugge nelle catacombe sotto il convento e vi trova il cadavere mutilato di Gwen e un buco nelle pareti delle catacombe. Tedeschi, con la faccia sfigurata dalle ustioni, la trova proprio mentre sta per fuggire e nella lotta che segue cerca di aprirle lo stomaco, ma questa lo pugnala in gola con la reliquia del Chiodo Sacro, che in precedenza aveva rubato dalla cappella. Dopo essere uscita dalle catacombe, Cecilia partorisce in modo agonizzante e morde lei stessa il cordone ombelicale. Rimasta chiaramente inorridita dalla vista del "bambino", che si sente fare versi animaleschi, Cecilia prende una roccia vicina e lo uccide.

## Produzione
Nell'ottobre 2022 è stato annunciato che Sydney Sweeney avrebbe prodotto e interpretato un film horror diretto da Michael Mohan. Nel febbraio 2023 Álvaro Morte, Benedetta Porcaroli, Dora Romano, Giorgio Colangeli e Simona Tabasco si sono uniti al cast; nello stesso mese, le riprese principali si sono concluse a Roma.

## Promozione
Il primo trailer in V.O. è stato diffuso il 26 gennaio 2024, mentre quello in italiano è stato diffuso il 7 giugno 2024.

## Distribuzione
Il film è stato distribuito nelle sale statunitensi il 22 marzo 2024 ed in quelle italiane l'11 luglio.

## Accoglienza

### Incassi
Il film ha incassato 15671307 $ in Nordamerica e 19668708 $ nel resto del mondo, per un totale di 35340015 $. In Italia ha incassato 786000 €.

### Critica
Su Rotten Tomatoes il 71% delle 205 recensioni critiche è positivo, su Metacritic il voto medio ponderato di 39 critici è di 57/100.